# Azeye
Azeye è un comune rurale del Niger facente parte del dipartimento di Abalak nella regione di Tahoua.